# Канал 26 (Аржентина)
Канал 26 (или Canal 26) е информационен телевизионен канал от Аржентина, собственост на Telecentro. Стартира през 1996 г. Програмата му е фокусирана върху новини и актуални събития. Седалището му е разположено в град Сан Хусто, провинция Буенос Айрес.

## История
Каналът стартира излъчване на 1 април 1996 г. на честота 26 UHF от град Сан Хусто, провинция Буенос Айрес. Аналоговият му сигнал е бил достъпен в райони в близост до предавателната му централа. Собственик на канала е телекомуникационната компания Telecentro, която е собственост на бившия председател на Камарата на депутатите на Аржентина – Алберто Пиери. Предавателният му център се разполага в Сан Хусто, въпреки че ефирният сигнал се предава от предавателната централа Torre Espacial в Парк де ла Сиудад. Някои програми се продуцират в наети студиа в Буенос Айрес. Първоначалната концепция на канала е била да бъде шестият ефирен канал и освен новини и новинарски програми той излъчва и програми от общ интерес, игри, мюзикъли, а също така филми и теленовели. През годините обаче тази концепция е променена на новинарски канал, като е елиминирано всяко отразяване, различно от новини. През 2005 г. компанията създава дигитален вестник с постоянно актуализирана информация, допълваща съдържанието на канала в „Телемакс“ и Радио Латина. През 2012 г. сайтът променя името си на Diario26.com.ar. След процес на преструктуриране дигиталният вестник на компанията наема трима души и престава да предлага 24-часово отразяване.
На 10 ноември 2011 г. каналът прекратява аналоговото си ефирно излъчване на UHF и излъчва дигитално чрез стандарта ISDB-Tb, приет от правителството за цифрови наземни телевизионни излъчвания. Оставайки на същата честота, „Канал 26“ става първият канал в Аржентина, който прекратява аналоговото си излъчване. От 20 ноември 2011 г. сигналът на „Канал 26“ е достъпен по TDT, споделяйки честотата чрез „Телемакс“.

## Логотипи
- 2005 – 2009 г.
- 2009 – 2011 г.
- 2011 – 2018 г.
- 2018 – 2022 г.
- след 2022 г.